# 15 септември
15 септември е 258-ият ден в годината според григорианския календар (259-и през високосна година). Остават 107 дни до края на годината.

## Събития
- 608 г. – Свети Бонифаций IV става папа.
- 668 г. – Римският император Констант II е убит в банята си от заговорници.
- 921 г. – Света Людмила Чешка е убита по заповед на снаха си в Тетин.
- 1514 г. – Томас Уолси е избран за архиепископ на Йорк.
- 1656 г. – На власт като велики везири и везири на Османската империя се установяват представители на фамилията Кьопрюлю.
- 1812 г. – Френската армия, командвана от Наполеон, достига Кремъл в Москва.
- 1821 г. – Коста Рика, Ел Салвадор, Гватемала, Хондурас и Никарагуа съвместно обявяват независимост от Испания.
- 1847 г. – С превземането на Мексико сити завършва войната между САЩ и Мексико с присъединяване към САЩ на днешните щати Калифорния, Невада, Юта и Аризона.
- 1903 г. – В Бразилия е основан футболният клуб Гремио Порто Алегре.
- 1916 г. – Първа световна война: В Битката при Сома за първи път са използвани танкове.
- 1918 г. – България в Първата световна война: В битката при Добро поле българските позиции на Солунския фронт са пробити.
- 1919 г. – Излиза първият брой на списанието на Гео Милев „Везни“.
- 1921 г. – За първа година в България първият учебен ден е на тази дата, по предложение на правителството на Александър Стамболийски.
- 1924 г. – В Бесарабия избухва въстание за отделяне на областта от Румъния и присъединяването ѝ към СССР.
- 1933 г. – На Сталин е докладвано, че в Ленинград е разкрито „общество на педерасти“, след което са арестувани над 150 хомосексуални граждани.
- 1935 г. – В Нацистка Германия започва да се използва ново национално знаме със свастика.
- 1935 г. – В Нацистка Германия влизат в сила Нюрнбергските закони, които лишават германските евреи от гражданство.
- 1935 г. – В Белград е осветен най-големият православен храм на Балканския полуостров – Свети Сава.
- 1939 г. – Втора световна война: Царство България обявява политика на неутралитет, след началото на войната на 1 септември.
- 1946 г. – България сменя формата си на държавно управление и е обявена за народна република след проведен референдум, на който над 3 милиона българи гласуват за републиката (в условията на съветска окупация).
- 1950 г. – Корейска война: Започва битката при Инчхън, която завършва на 28 септември с победа на съюзниците.
- 1959 г. – Осъществено е първото плаване на съветския ледоразбивач Ленин.
- 1959 г. – Никита Хрушчов става първият съветски лидер, посетил Съединени американски щати.
- 1964 г. – Чепеларе е обявен за град.
- 1968 г. – Изстрелян е съветският космически апарат Зонд 5, който за първи път извършва прелитане край Луната и завръщане в земната атмосфера.
- 1971 г. – Официално е учредена международната природозащитна организация Грийнпийс.
- 1973 г. – На трона на Швеция се възкачва 27-годишният крал Карл XVI Густав.
- 1974 г. – Самолетът при полет 706 на „Еър Виетнам“ е отвлечен от терористи, които малко след това взривяват гранати на борда. При опит за  аварийно, машината се разбива и умират всички 75 души на борда.
- 1982 г. – В Алберта (Канада) е открит най-големият за момента търговски център в света – 483 000 m².
- 1988 г. – След сблъсък с ято птици двигателите на самолета при полет 604 на „Етиопиън Еърлайнс“ губят тяга, което принуждава екипажа да кацне аварийно по корем на близкото летище. Умират 35 души.
- 1993 г. – В Естония със закон са закрити рускоезичните ВУЗ-ове.
- 1993 г. – В Намибия централната банка издава първите банкноти от новата валута намибийски долар.
- 2000 г. – XXVII летни олимпийски игри се откриват в Сидни, Австралия.
- 2000 г. – Китайски археолози откриват могилата на Чингиз хан.

## Родени
- 53 г. – Марк Улпий Траян, римски император († 117 г.)
- 1254 г. – Марко Поло, италиански изследовател († 1324 г.)
- 1613 г. – Франсоа дьо Ларошфуко, френски писател († 1680 г.)
- 1789 г. – Джеймс Фенимор Купър, американски писател († 1851 г.)
- 1828 г. – Александър Бутлеров, руски химик († 1886 г.)
- 1830 г. – Порфирио Диас, президент на Мексико († 1915 г.)
- 1857 г. – Уилям Тафт, 27-и президент на САЩ († 1930 г.)
- 1863 г. – Атанас Назлъмов, български генерал († 1934 г.)
- 1863 г. – Иван Колев, български военен деец († 1917 г.)
- 1866 г. – Димитър Божиков, български революционер († 1954 г.)
- 1867 г. – Петър Безруч, чешки поет († 1958 г.)
- 1869 г. – Юрдан Стоянов, български военен деец († 1910 г.)
- 1876 г. – Бруно Валтер, австрийски диригент и композитор († 1962 г.)
- 1878 г. – Йон Драгумис, гръцки дипломат († 1920 г.)
- 1890 г. – Агата Кристи, английска писателка († 1976 г.)
- 1894 г. – Жан Реноар, френски режисьор († 1979 г.)
- 1901 г. – Доналд Бейли, британски инженер († 1985 г.)
- 1901 г. – Лизелоте Велскопф-Хенрих, германска писателка († 1979 г.)
- 1902 г. – Фриц Риман, германски психолог († 1979 г.)
- 1904 г. – Сергей Юткевич, руски режисьор († 1985 г.)
- 1909 г. – Ютака Катаяма, японски автомобилен дизайнер († 2015 г.)
- 1915 г. – Нели Доспевска, български литературен критик († 1988 г.)
- 1917 г. – Александър Николов, български джазов музикант († 1961 г.)
- 1919 г. – Николай Хайтов, български белетрист, драматург и публицист († 2002 г.)
- 1925 г. – Кирил Лавров, руски актьор († 2007 г.)
- 1926 г. – Кръсте Битовски, македонски историк († 2009 г.)
- 1927 г. – Стефан Продев, български публицист и писател († 2001 г.)
- 1929 г. – Мъри Гел-Ман, американски физик, Нобелов лауреат през 1969 г. († 2019 г.)
- 1931 г. – Димитър Бучков, български учен
- 1931 г. – Марко Недялков, български поет († 1993 г.)
- 1935 г. – Людмил Гетов, български историк и археолог
- 1937 г. – Робърт Лукас, американски икономист, Нобелов лауреат през 1995 г. († 2023 г.)
- 1940 г. – Норман Спинрад, американски писател
- 1941 г. – Виктор Зубков, министър-председател на Русия
- 1941 г. – Мирослав Хермашевски, полски космонавт († 2022 г.)
- 1941 г. – Стоян Маринов, български футболист († 2021 г.)
- 1941 г. – Флориан Алберт, унгарски футболист († 2011 г.)
- 1941 г. – Юрий Норщейн, руски режисьор на анимационни филми
- 1945 г. – Младен Койнаров, български народен певец от родопската фолклорна област († 2018 г.)
- 1945 г. – Ханс-Герт Пьотеринг, германски политик, председател на Европейския парламент
- 1946 г. – Огнян Бранков, български хирург
- 1946 г. – Оливър Стоун, американски кинорежисьор
- 1946 г. – Томи Лий Джоунс, американски актьор
- 1952 г. – Иван Притъргов, български футболист († 2017 г.)
- 1954 г. – Хрант Динк, турско-американски журналист († 2007 г.)
- 1955 г. – Атанас Атанасов, български актьор и режисьор
- 1955 г. – Петър Зехтински, български футболист
- 1956 г. – Георги Илиев – Майкъла, български футболист
- 1958 г. – Нели Рангелова, българска поп певица
- 1966 г. – Деян Савичевич, югославски футболист
- 1972 г. – Летисия Ортис, принцеса на Астуриас, съпруга на испанския престолонаследник
- 1973 г. – Джандоменико Басо, италиански автомобилен състезател
- 1974 г. – Китодар Тодоров, български актьор
- 1977 г. – Дашгин Гюлмамедов, грузински политик
- 1977 г. – Катерина Мурино, италианска актриса
- 1978 г. – Ейдюр Гудьонсен, исландски футболист
- 1984 г. – Хенри, британски принц
- 1987 г. – Андреа Писани, италиански футболист
- 1988 г. – Челси Стаб, американска певица и актриса
- 1993 г. – Йордан Марков, български поп певец

## Починали
- 668 г. – Констанс II, византийски император (* 630 г.)
- 1326 г. – Дмитрий II, велик княз на Владимирско-Суздалското княжество (* 1299 г.)
- 1429 г. – Симеон Солунски, православен светец (* ок. 1381 г.)
- 1559 г. – Изабела Ягелонска, кралица на Унгария (* 1519 г.)
- 1700 г. – Андре Льо Нотър, френски парков архитект (* 1613 г.)
- 1830 г. – Уилям Хъскисън, британски политик (* 1770 г.)
- 1842 г. – Питър Юарт, шотландски инженер (* 1767 г.)
- 1859 г. – Изъмбард Кингдъм Брунел, британски инженер (* 1806 г.)
- 1896 г. – Димитър Матов, български етнолог и фолклорист (* 1864 г.)
- 1910 г. – Иван Найденов, български публицист (* 1834 г.)
- 1921 г. – Иван Попов, български революционер (* 1871 г.)
- 1926 г. – Рудолф Ойкен, германски писател и философ, Нобелов лауреат през 1908 г. (* 1846 г.)
- 1936 г. – Александрос Займис, гръцки политик (* 1855 г.)
- 1936 г. – Светозар Прибичевич, сръбски и хърватски държавен деец (* 1875 г.)
- 1945 г. – Антон Веберн, австрийски композитор (* 1883 г.)
- 1960 г. – Едуард Дж. Рупелт, американски офицер (* 1923 г.)
- 1971 г. – Джон Дезмънд Бернал, ирландски физик (* 1901 г.)
- 1972 г. – Ценко Бояджиев, български художник (* 1902 г.)
- 1973 г. – Виктор Хара, чилийски поет, композитор и певец (* 1932 г.)
- 1974 г. – Робърт Бак, унгаро-американски психиатър (* 1908 г.)
- 1978 г. – Емил Джаков, български физик (* 1908 г.)
- 1978 г. – Вилхелм Месершмит, германски авиоконструктор (* 1898 г.)
- 1978 г. – Станчо Ваклинов, български археолог (* 1921 г.)
- 1983 г. – Пламен Цяров, български актьор (* 1911 г.)
- 1989 г. – Робърт Пен Уорън, американски поет и писател (* 1905 г.)
- 1991 г. – Сулхан Цинцадзе, грузински композитор (* 1925 г.)
- 1991 г. – Чарлз Е. Осгууд, американски психолог (* 1916 г.)
- 1995 г. – Гунар Нордал, шведски футболист (* 1921 г.)
- 1997 г. – Ангел Балевски, български учен (* 1910 г.)
- 2004 г. – Джони Рамон, американски китарист (* 1948 г.)
- 2007 г. – Колин МакРей, шотландски рали пилот (* 1968 г.)
- 2007 г. – Пейчо Пеев, български шахматист (* 1940 г.)
- 2008 г. – Ричард Райт, английски музикант, основател на Пинк Флойд (* 1943 г.)
- 2010 г. – Желязко Христов, български общественик, председател на КНСБ от 1997 до 2010 г. (* 1948 г.)
- 2023 г. – Фернандо Ботеро, колумбийски художник и скулптор (* 1932 г.)

## Празници
- Международен ден на локомотивния машинист (за 2012 г.) – Чества се всяка трета събота на месец септември. В България се отбелязва от 1993 г. На 16 септември 1832 г. е създаден първият парен влак
- Световен ден за борба с лимфома – Отбелязва се от 2004 г. по инициатива на американския актьор Роб Лоу под патронажа на Международната организация „Коалиция за борба с лимфона“
- ООН – Международен ден на демокрацията – Чества се за първи път по решение на Общото събрание на ООН от 8 ноември 2007 г.
- България – първи учебен ден, определен за тази дата при министър Стоян Омарчевски (1920 – 1923)[1]
- Индия – Ден на инженера
- Коста Рика, Хондурас, Салвадор, Гватемала, Никарагуа – Ден на независимостта (1821 г., от Испания, национални празници в тези държави)
- Сингапур – Ден на цивилните въоръжени сили